# West Indies Cricket Team in England in der Saison 1973
Die Tour der West Indies nach England in der Saison 1973 fand vom 26. Juli bis zum 7. September 1973 statt. Die internationale Cricket-Tour war Bestandteil der Internationalen Cricket-Saison 1973 und umfasste drei Tests und zwei ODIs. Die West Indies gewannen die Test-Serie 2–0, während die ODI-Serie 1–1 unentschieden endete.

## Vorgeschichte
England spielte zuvor eine Tour gegen Neuseeland, für die West Indies war es die erste Tour der Saison.
Das letzte Aufeinandertreffen der beiden Mannschaften bei einer Tour fand in der Saison 1969 in England statt.

## Stadien
Die folgenden Stadien wurden für die Tour als Austragungsort vorgesehen.
| Stadion                  | Stadt      | Kapazität | Spiele          |
| ------------------------ | ---------- | --------- | --------------- |
| Edgbaston Cricket Ground | Birmingham | 24.803    | 2. Test         |
| Headingley Stadium       | Leeds      | 17.000    | 1. ODI          |
| The Oval                 | London     | 23.500    | 1. Test; 2. ODI |
| Lord’s Cricket Ground    | London     | 30.000    | 3. Test         |

## Kaderlisten
Die beiden Mannschaften benannten die folgenden Kader.
| Test | Test | ODI | ODI |
| England | West Indies | England | West Indies |
| --- | --- | --- | --- |
| - Ray Illingworth (K) - Dennis Amiss - Geoff Arnold - Geoff Boycott - Keith Fletcher - Tony Greig - Frank Hayes - Alan Knott (wk) - Brian Luckhurst - Chris Old - Graham Roope - John Snow - Derek Underwood - Bob Willis | - Rohan Kanhai (K) - Inshan Ali - Keith Boyce - Maurice Foster - Roy Fredericks - Lance Gibbs - Ron Headley - Vanburn Holder - Bernard Julien - Alvin Kallicharran - Clive Lloyd - Deryck Murray (wk) - Garry Sobers | - Mike Denness (K) - Geoff Arnold - Geoff Boycott - Keith Fletcher - Tony Greig - Frank Hayes - Mike Hendrick - John Jameson - David Lloyd - Chris Old - Mike Smith - Bob Taylor (wk) - Derek Underwood - Bob Willis | - Rohan Kanhai (K) - Keith Boyce - Maurice Foster - Roy Fredericks - Lance Gibbs - Ron Headley - Vanburn Holder - Bernard Julien - Alvin Kallicharran - Clive Lloyd - David Murray - Deryck Murray (wk) - Garry Sobers |

## Tour Matches
Die West Indies bestritten 16 Tour Matches während dieser Tour.

## Tests

### Erster Test in London
| 26. – 31. Juli Scorecard | London (Oval) | West Indies 415 (145) & 255 (87.1) | – | England 257 (98.1) & 255 (105.1) |
|                          |               | West Indies gewinnt mit 158 Runs   |   |                                  |

Die West Indies gewannen den Münzwurf und entschieden sich als Schlagmannschaft zu beginnen.

### Zweiter Test in Birmingham
| 9. – 14. August Scorecard | Birmingham | West Indies 327 (149.3) & 302 (103.4) | – | England 305 (156.4) & 182-2 (67) |
|                           |            | Remis                                 |   |                                  |

Die West Indies gewannen den Münzwurf und entschieden sich als Schlagmannschaft zu beginnen.

### Dritter Test in London
| 23. – 27. August Scorecard | London (Lord’s) | West Indies 652-8d (168.4)                         | – | England 233 (73) & 193 (65.3) (f/o) |
|                            |                 | West Indies gewinnt mit einem Innings und 226 Runs |   |                                     |

Die West Indies gewannen den Münzwurf und entschieden sich als Schlagmannschaft zu beginnen.

## One-Day Internationals

### Erstes ODI in Leeds
| 5. September Scorecard | Leeds | West Indies 181 (54/55)      | – | England 182-9 (54.3/55) |
|                        |       | England gewinnt mit 1 Wicket |   |                         |

Die West Indies gewannen den Münzwurf und entschieden sich als Schlagmannschaft zu beginnen. Als Spieler des Spiels wurde Mike Dennes ausgezeichnet.

### Zweites ODI in London
| 7. September Scorecard | London (Oval) | England 189-9 (55/55)             | – | West Indies 190-2 (42.2/55) |
|                        |               | West Indies gewinnt mit 8 Wickets |   |                             |

England gewann den Münzwurf und entschied sich als Schlagmannschaft zu beginnen. Als Spieler des Spiels wurde Roy Fredericks ausgezeichnet.